# ガッツポーズ

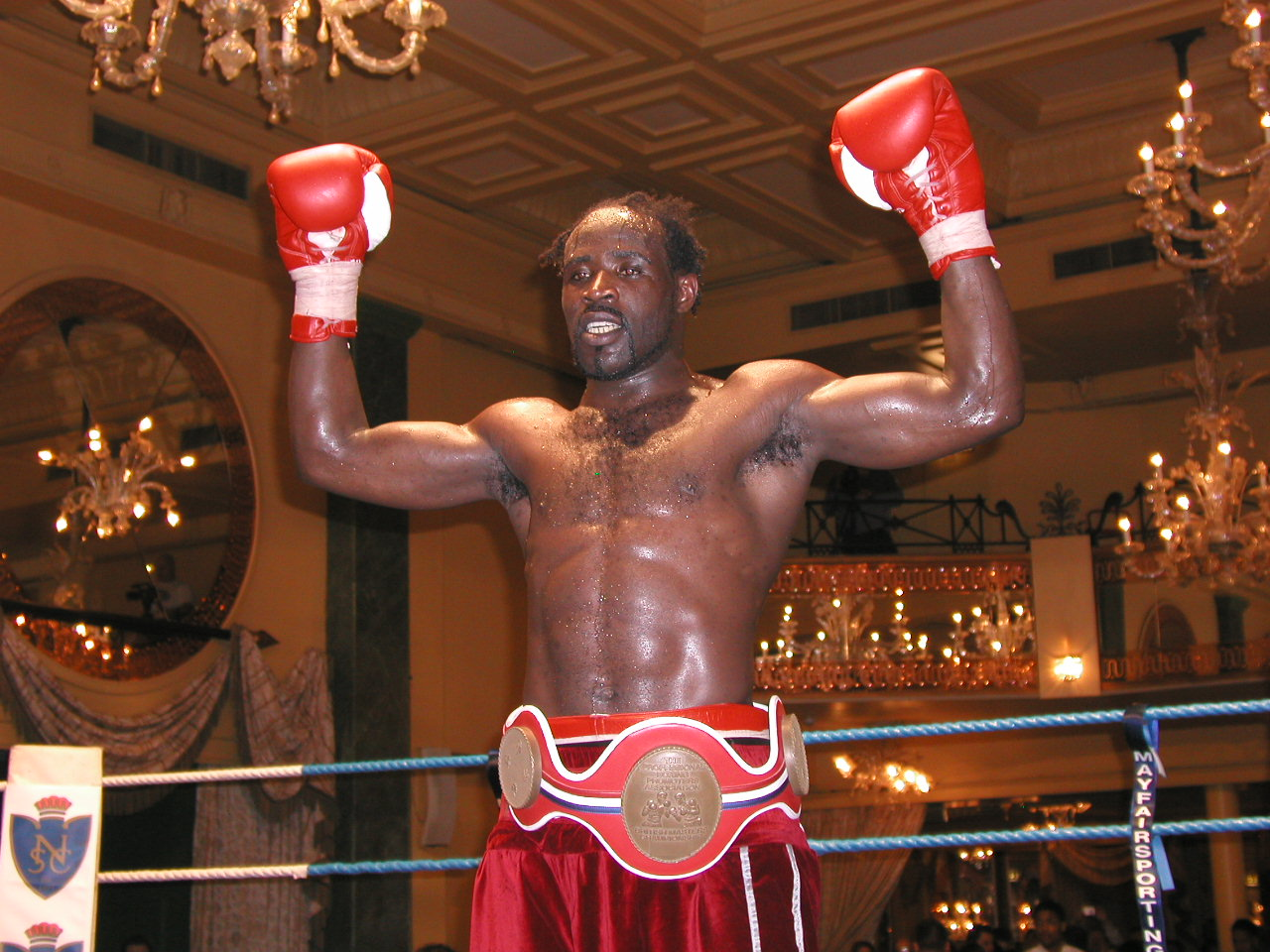
ガッツポーズの一例

ガッツポーズ（英語：fist pump）とは、喜びのポーズの1つ。拳を握り、両手もしくは片手を掲げる(肘を曲げることが多く、片手の場合はさらに前方へ突き出すことが多い)ことで表現される。なお「ガッツポーズ」という言葉は和製英語である。

## 概要
このポーズ自体は昔からあったが、「ガッツポーズ」という言葉が一般向けに使用されたのは1972年のボウリングブームの時期である。学研『週刊ガッツボウル』誌1972年12月14日号に「自分だけのガッツポーズつくろう」というページがあるが、そこでは何人かのプロボウラーのガッツポーズが掲載されている。この言葉のルーツは1960年代の米軍基地内のボウリング場にある。ここぞ、というときにストライクを出したとき「ナイスガッツ」と言っていたのが由来で、その時のポーズを日本人がガッツポーズと呼ぶようになった。
1974年4月11日、東京の日大講堂にて、プロボクサー・ガッツ石松がWBC世界ライト級王座を奪取したとき（対戦相手はロドルフォ・ゴンザレス）、両手を挙げて勝利の喜びを表した。この姿を当時スポーツ報知の記者だった柏英樹が「ガッツポーズ」と表現して、この言葉が広く知られるようになった。このことから、4月11日は「ガッツポーズの日」と呼ばれている。なお、米川明彦によると「このエピソードがガッツポーズという日本語の語源である」という説は誤り。プロボウラーの矢島純一によると、ボウリング界では早くからガッツポーズという言葉は使われていた。柏英樹も、「ガッツポーズ生みの親」として取材を受けると、その都度否定している。
大福戦争を戦っていた大平正芳（当時は自民党幹事長）は、1978年の自民党総裁選挙の際、初めて開催される予備選挙を見越して全国を遊説していた。派手な振る舞いの苦手な大平は、話を終えて一礼すると素っ気なく立ち去ろうとする。これではまずいと感じた党本部幹事長室長が「幹事長、何かポーズを」をささやいた。大平は振り返ると咄嗟にガッツポーズ。「あー、うー」の大平がいきなりこんなポーズを取ったものだから会場はどよめき大喝采となった。

## ガッツポーズに関する規則・不文律
なお、一部の武道、スポーツではガッツポーズが問題視されることがある。
- 剣道
  - 礼節を重んじる武士道が根底にある武道なため、一本を取った後でガッツポーズをした場合、全日本剣道連盟の試合審判細則第24条で不適切な行為と規定している「打突後、必要以上の余勢や有効を誇示」と判断されて、同細則第27条により一本が取り消されることもある[7]。2004年8月11日に放送されたテレビ番組『トリビアの泉 ～素晴らしきムダ知識～』では、ガッツポーズをしたために一本が取り消しになった実際の剣道の試合が紹介された[7]。残心が終わり、競技が終了した後はこの限りではない。
- 柔道
  - 2013年に不祥事根絶を掲げて全日本柔道連盟会長に就任した宗岡正二の就任インタビューが2014年8月16日の毎日新聞に掲載されたが、そこで「各種大会のあいさつでは、敗者への配慮としてガッツポーズを控えることを求めてきた」と紹介された。宗岡は、「フランスなど欧州で日本柔道が高く評価されるのは、教育的側面にある。格闘技として、ただ強ければいいのではなく、礼儀作法や品位、知力が備わるから、子供を道場に通わせたいと思われる」と説明している。
- 相撲
  - 2009年1月場所千秋楽の優勝決定戦で、白鵬に勝利して復活優勝を遂げた横綱の朝青龍が勝利直後に土俵上でガッツポーズをした際には、横綱審議委員会などから問題視され、後日に日本相撲協会から所属部屋の高砂親方を通じて厳重注意を受けた。
- 野球
  - 本塁打を打った後、三振を取った後などに、派手なガッツポーズを行ってはいけないとされている（野球の不文律を参照）。日本高等学校野球連盟は高校野球は教育の一環との考えから、球児に対してガッツポーズを慎むように指導している。
- 卓球
  - 試合中に相手の目を見てガッツポーズをした際には、マナー違反として審判からイエローカードが出されることがある。
- 競馬
  - ゴールラインを越える前に騎手がガッツポーズをした場合、「適切な騎乗姿勢をとっていない」とみなされ注意義務違反で過怠金が課せられる。
  - 2024年11月17日の第41回マイルチャンピオンシップで、ソウルラッシュに騎乗した団野大成が、ゴール手前で派手なガッツポーズをした為、注意義務違反を取られた[8]。